# Nobelstiftelsen

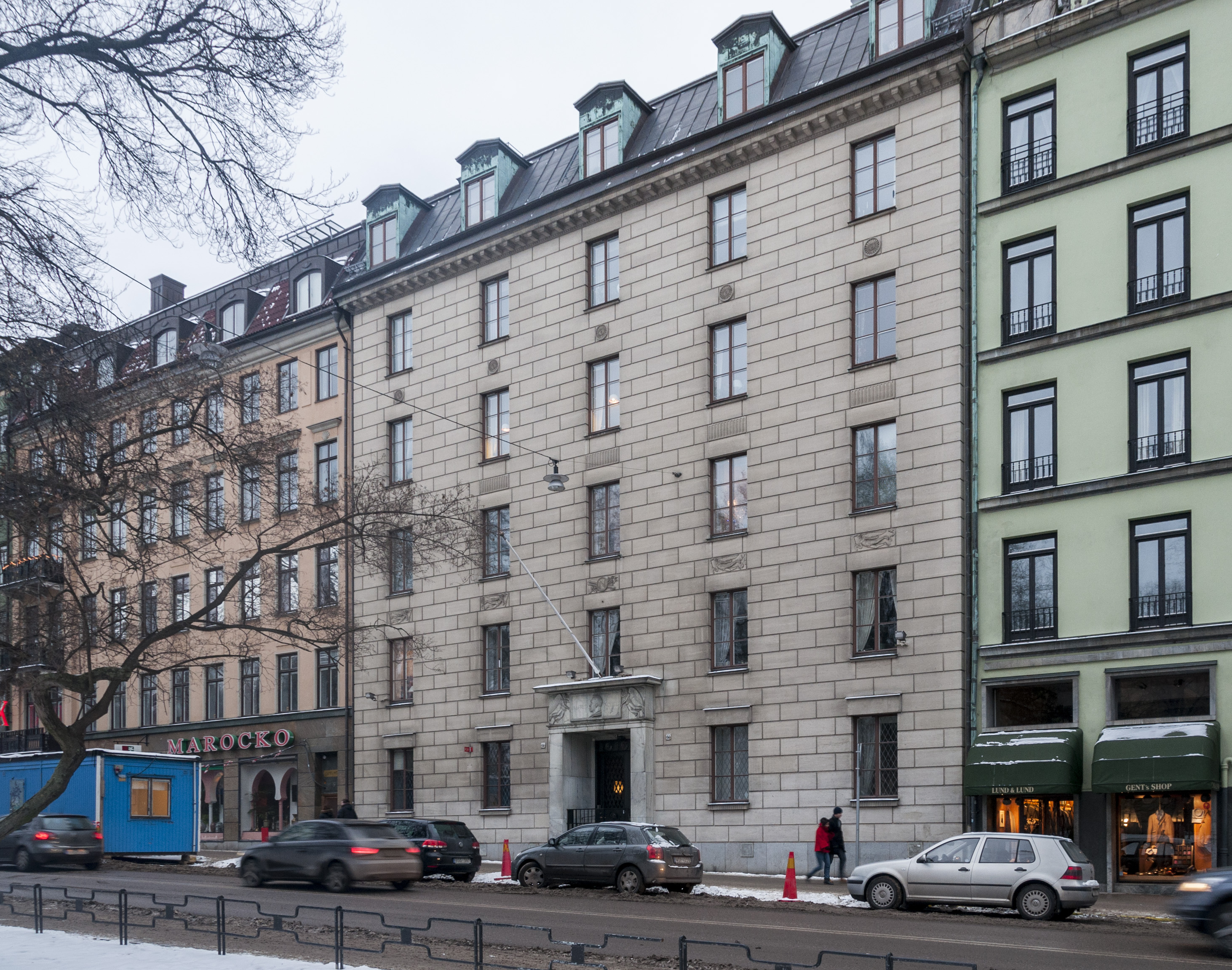
Nobelstiftelsens hus, Sturegatan 14

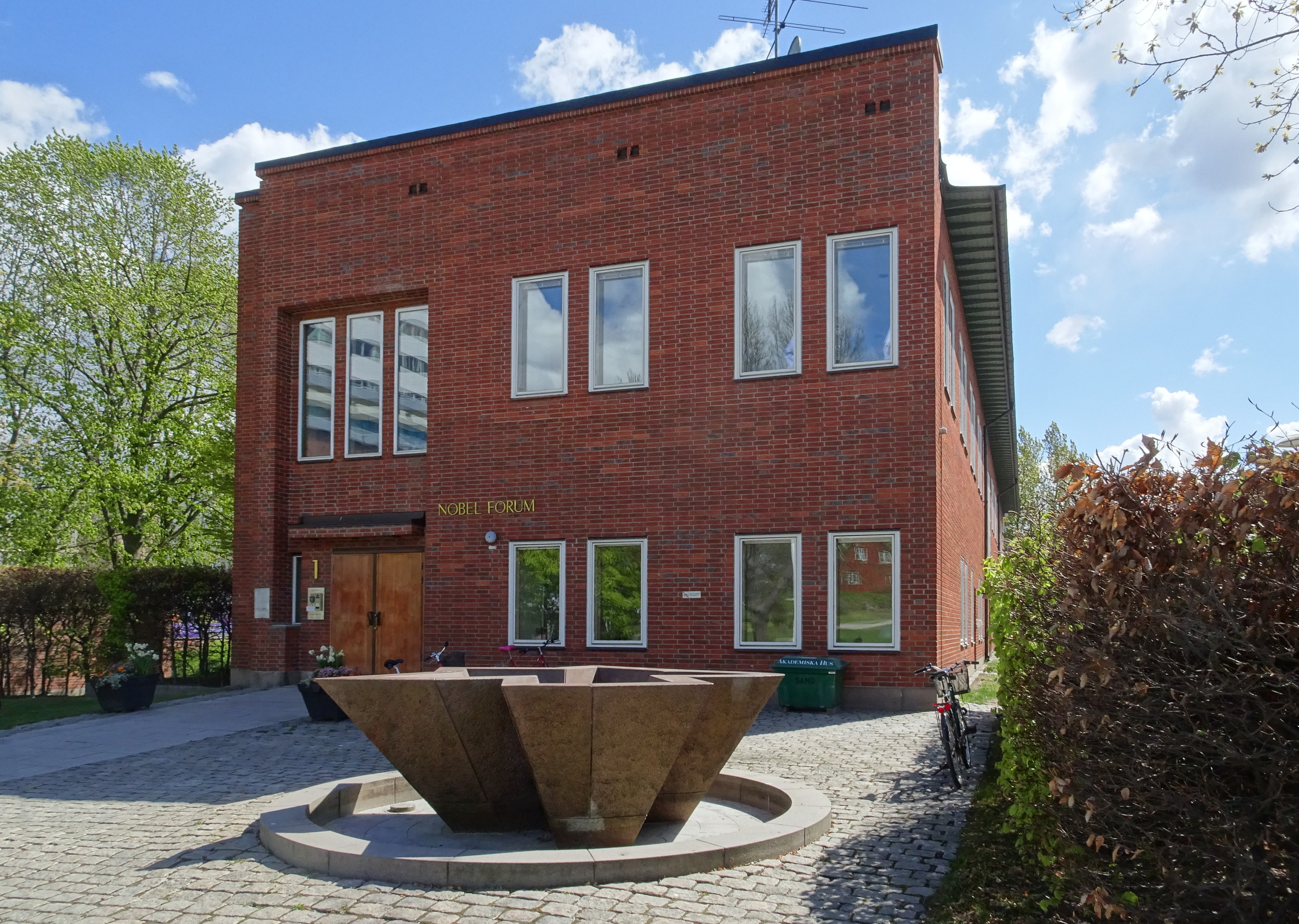
Nobel Forum på Campus Solna.

Nobelstiftelsen bildades år 1900 av Ragnar Sohlman och Rudolf Lilljeqvist, i enlighet med instruktionerna i Alfred Nobels testamente. Stiftelsen skall förvalta den förmögenhet som Nobel efterlämnade och som finansierar Nobelpriset. Stiftelsen ansvarar även för arrangemangen och informationen i samband med utdelandet av Nobelpriset. Vidar Helgesen utsågs till VD 2021, men meddelade hösten 2023 att han avgår i mars 2024. Styrelseordförande är sedan 2023 Astrid Söderbergh Widding. Bland ledamöterna finns representanter för de prisutdelande organen. Varje år delar Nobelstiftelsen ut internationella priser inom fysik, kemi, fysiologi eller medicin, litteratur och fredsarbete. Prisen har ett styckvärde av 10 miljoner SEK och har ett ackumulerat värde av 50 miljoner kronor. Vid 31 december 2020 uppgick Nobelstiftelsens tillgångar till 5,176 miljarder SEK.
Stiftelsens lokaler ligger på Sturegatan 14 vid Humlegården i centrala Stockholm.

## Verkställande direktörer
- 1900–1912: Henrik Santesson
- 1913–1929: Henrik Sederholm[3]
- 1929–1936: Ragnar Sohlman (verkställande ledamot)[4]
- 1936–1946: Ragnar Sohlman
- 1948–1972: Nils Ståhle
- 1972–1992: Stig Ramel
- 1992–2011: Michael Sohlman
- 2011–2020: Lars Heikensten
- 2021–2024: Vidar Helgesen
- 2024–2024: Anna Sjöström Douagi (tf.)
- 2025–: Hanna Stjärne

## Styrelse

### Ordförande
- 1900–1902: Erik Gustaf Boström
- 1902–1907: Claës Gustaf Adolf Tamm[5]
- 1907–1918: Fredrik Wachtmeister
- 1918–1929: Henrik Schück
- 1929–1947: Hjalmar Hammarskjöld
- 1947–1960: Birger Ekeberg
- 1960–1964: Arne Tiselius
- 1965–1965: Bertil Lindblad
- 1965–1975: Ulf von Euler
- 1975–1987: Sune Bergström
- 1987–1993: Lars Gyllensten
- 1993–2005: Bengt Samuelsson
- 2005–2013: Marcus Storch
- 2013–2023: Carl-Henrik Heldin
- 2023–   :      Astrid Söderbergh Widding

### Ledamöter
- 1900–?: Hans Forssell
- 1900–?: Ragnar Törnebladh
- 1900–1912: Henrik Santesson
- 1900–?: Ragnar Sohlman
- 1909–1925: Mauritz Salin[6]
- 1913–1921: Oscar Montelius
- 1913–1929: Henrik Sederholm
- 1918–1943: Henrik Schück
- 1922–?: Christopher Aurivillius
- 1925–?: Henrik Söderbaum
- 1929–1934: Gustaf Richert
- 1933–?: Gösta Forssell (vice ordförande)
- 1934–1947: Axel Gavelin
- 1934–1943: Henning Pleijel
- 1943–1953: Hilding Bergstrand
- 1943–?: Arne Westgren
- 1947–1952: Robert Fries[7]
- 1948–1972: Nils Ståhle
- 1952–1968: Jacob Wallenberg
- 1953–?: Sten Friberg
- 1959–?: Erik Rudberg
- 1960–1965: Gustaf Söderlund (vice ordförande)
- 1968–?: Marcus Wallenberg
- 1972–?: Stig Ramel
- 1976–: Lars-Erik Thunholm
- 1979–?: Lars Gyllensten
- 1981–?: Tord Ganelius
- 1986–?: Odvar Nordli
- 1986–?: Peter Wallenberg
- 1987–1991: Jan Lindsten
- 1995-2001: Nils Ringertz
- 1996–: Marcus Storch
- 1999–2009: Jacob Wallenberg
- 1999–2009: Horace Engdahl
- 2003–2010: Gunnar Öquist (vice ordförande 2005–2010)
- 2003–2009: Ole Danbolt Mjøs
- 2001–2009: Hans Jörnvall
- 2009–2022: Göran K. Hansson (vice ordförande 2010–2022)
- 2009–2016: Peter Englund
- 2009–2017 : Kaci Kullmann Five
- 2016–2019: Sara Danius
- 2016–:     Thomas Perlmann
- 2017–:     Berit Reiss-Andersen (vice ordförande 2022–)
- 2022–:      Hans Ellegren
- 2009–2023: Tomas Nicolin